# 後藤光祐
後藤光祐（日语：／ Gotō Kōsuke，1983年10月2日—）是一名日本男性聲優，栃木縣出身，Kenyu Office所屬。

## 簡歷
畢業於勝田聲優學院，經歷talk back，現隸屬於Kenyu Office。

## 人物
聲音類型為男中音。
興趣是網球和繪畫。專長是大胃王比賽與模仿表演。

## 演出作品
※粗體字為主要角色。

### 電視動畫
2011年
- 聖痕鍊金士II（男）
- 丹特麗安的書架（客B）

2012年
- 最強學生會長（伊萬里三年生）
- 軍火女王 PERFECT ORDER（王者之劍）

2013年
- 蠟筆小新（フトメンズB）
- 來自風平浪靜的明日（漁協組合員B）
- 戀曲寫真（男性）
- 校園剋星 ～Refrain～（男性C）
- 火影忍者疾風傳（F、硫黃、此之國大名、平次、醫生、砂岩）

2014年
- 牙狼〈GARO〉-炎之刻印-（費爾南多）
- 巴哈姆特之怒 GENESIS（無法者B）
- 團地友夫（導演）
- 哆啦A夢（偽浦島太郎、大臣A）
- 火影忍者疾風傳（大石、大佛、青蛇、初代雷影）
- 忍者亂太郎（忍者、山賊的頭目）
- 花舞少女（巡警、夜彌的爸爸、會場廣播、活動參加者、旅館的客人）
- 元氣囝仔（村人）

2015年
- 牙狼〈GARO〉-炎之刻印-（村民、兵士、魔戒騎士、動物、市民）
- 火影忍者疾風傳（布拉米、流浪者、護士、探查班、稻木、教師、聯合之忍）
- 忍者亂太郎（山賊）
- ALDNOAH.ZERO（斯泰西主人）
- 俺物語！！（岩山強）
- 牙狼〈GARO〉-紅蓮之月-（橘正宗、火羅）
- 大尾小岡 第2期（唐）
- 舞力四射（強尼）
- Fate/kaleid liner 魔法少女☆伊莉雅 2wei Herz!!（ひもくじ屋店主）
- 魔法少女奈葉ViVid（校長）

2016年
- 哆啦A夢（敵之大將）
- 火影忍者疾風傳（忍貓、暗部·鳥面、枇杷十藏）
- 忍者亂太郎（はまぐり屋、養狗的人、牛肝菌城堡的大人、地主）
- 我們這一家（豆腐店、惡之總裁）

2017年
- 蠟筆小新（赤鬼、多禮賀辛牟）
- 哆啦A夢（主人）
- élDLIVE宇宙警探（日多流）
- 牙狼〈GARO〉-VANISHING LINE-（貓管家、黑手黨元老、紳士B、流浪者）

2018年
- 哆啦A夢（犯人、鬼②）
- 牙狼〈GARO〉-VANISHING LINE-（MC）
- 慕留人-火影忍者新世代-（青蛇）
- INGRESS THE ANIMATION（古田警部）
- 名偵探柯南（川又滿雄）

2019年
- 爆釣BARHUNTER（席拉·時間司）
- ONE PIECE（貝爾6世）

2020年
- 蠟筆小新（動感超人A）
- 慕留人-火影忍者新世代-（執事）
- 元氣魔法♥光之美少女（巨大病幻怪、超巨大病幻怪、健）
- 體操武士（工務店的叔叔、流浪者B）
- 咒術迴戰（後輩刑警、改造人）

2021年
- 名偵探柯南（大井豐）
- 元氣魔法♥光之美少女（饅頭店店主）
- 半妖的夜叉姬（焰）
- 新幹線變形機器人Z（十河西條[5]、店主）
- 前輩有夠煩（糸卷店主）

2022年
- 魯邦三世 PART6（羅蘭[6]）
- 屁屁偵探（馬尼安[7]）
- 神奇柑仔店 錢天堂（桑田悟）

2023年
- 英雄王，為了窮盡武道而轉生～而後成為世界最強見習騎士♀～（蘭伯）
- 不當哥哥了！（Super Bon）
- 我的英雄學院 第6期（醫師）
- 為了養老，我要在異世界存8萬枚金幣（惡德店主）
- 寶可夢 地平線（船長）

2024年
- 寶可夢 地平線（老闆）
- 迷宮飯（祖恩）
- 藥師少女的獨語（次男）
- 凍牌（定、大田）
- 魔法光源股份有限公司（魔力技能廳長官）

2025年
- 新幹線變形機器人：變革世代（售票機）
- UniteUp! 眾星齊聚 -Uni:Birth-（職員的父親）
- 藥師少女的獨語 第2期（男、高官）
- 推理要在晚餐後（兒玉和夫）
- 機動戰士Gundam GQuuuuuuX（丹寧[8]）
- 正義使者 -我的英雄學院之非法英雄-（狸貓社長）

### 劇場版動畫
2012年
- 古斯柯布多力傳記
- 神秘之法（MC）

2014年
- STAND BY ME 哆啦A夢
- 新劇場版 頭文字D（守）

2016年
- 蠟筆小新：爆睡！夢世界大作戰（作業員）

2018年
- 蠟筆小新：功夫小子～拉麵大亂鬥～（拉客）
- 薄墨櫻 -GARO-（貴族A）

2019年
- 蠟筆小新：新婚旅行風暴～奪回廣志大作戰～（怪力）
- 第二國度（吉拉克·艾爾吉達）

2020年
- 蠟筆小新：激戰！塗鴉王國與差不多四勇者（自衛官）
- 光之美少女 Miracle Leap 與大家不可思議的一天（小怪）

### OVA
2012年
- ナゾトキ姫は名探偵♥（吉富）

2016年
- 慕留人-火影忍者新世代-（秋道蝶兵衛）

### 網路動畫
2015年
- 漫畫心療系（囚人、老爺爺）
- （訓練生D、幹部B、訓練生B、操作員A、警備隊員）

2019年
- 戰鬥陀螺 爆烈世代 GT（虹龍探戈）
- 無限住人-IMMORTAL-（土持仁三郎）

2020年
- 刃牙（戴夫）

2021年
- 星際大戰：視界「塔圖因狂想曲」（吉澤[9]）

2022年
- TIGER & BUNNY 2（強盗犯）

### 遊戲
2010年
- EAT LEAD 馬特哈扎德的回歸
- 大眾網球：攜帶版（教練〈青年〉）

2011年
- Muv-Luv Alternative Chronicles 憧憬

2012年
- 刺客教條III：自由使命
- 邊緣禁地2（Rat）

2013年
- 戰神：崛起

2014年
- 碧藍幻想（[10]、マクネッサ[11] 他）

2015年
- （獅童研士、[12]）
- 迷Q地下去死團（[13]）
- 勇者鬥惡龍 英雄集結 闇龍與世界樹之城（カンダタ）
- 勇者鬥惡龍VIII 天空、碧海、大地與被詛咒的公主（あらくれもの）
- 異塵餘生4（スキニー・マローン）

2016年
- 逆轉奧賽羅尼亞（牛魔王）
- 決勝時刻：無盡戰爭（オマー）
- 勇者鬥惡龍 英雄集結II 雙子之王與預言的終焉（カンダタ）
- 火影忍者疾風傳 終極風暴4（青蛇）

2017年
- 重力異想世界完結篇
- 鋼鐵交響樂（卑屈な遺物商人キトウ）
- 地平線 黎明時分（マーラッド）
- みんなのGOLF
- 莉迪&蘇瑞的鍊金工房 ～不可思議繪畫的鍊金術士～（[14]）

2018年
- 審判之眼：死神的遺言（BAR TENDER老闆）

2019年
- 勇者鬥惡龍XI 尋覓逝去的時光 S（[15]）
- 空戰奇兵7 未知天際（Lanza）
- 往日不再（マニー）
- Final Fantasy：勇氣啟示錄幻影戰爭（扎贊[16]）

2020年
- 人中之龍7 光與闇的去向
- Final Fantasy VII 重製版
- 最後生還者 第II章（セス）

2021年
- Apex 英雄（轟哥）[17]
- 魔物獵人物語2 ～破滅之翼～（歐路高[18]、ガラ）
- 極地戰嚎6（ミゲル・デルガド）

2022年
- 樂園的異鄉人 Final Fantasy起源（比凱船長）
- 樂高星際大戰：天行者傳奇（英语：Lego Star Wars: The Skywalker Saga）（阿克巴上將）
- 皇家騎士團2（ヴォラック・ウィンザルフ[19]）

2023年
- 機戰傭兵VI 境界天火（「食指」達那姆）

2024年
- 咒術迴戰 雙華亂舞
- 問答RPG 魔法使與黑貓維茲（ルワーブル）

## 外部連結
- 後藤 光祐：Goto Kousuke｜株式会社ケンユウオフィス
- 後藤光祐的X（前Twitter）